# Z 7300
,,
Les Z 7300 étaient des automotrices électriques de la SNCF. Ces rames à deux caisses font partie de la famille des « Z2 » au même titre que les Z 7500, Z 9500, Z 9600, Z 11500 et CFL série 2000. Ce matériel à un seul niveau est monocourant (1,5 kV continu) ; son aménagement intérieur à l'origine est en version « omnibus », c'est-à-dire avec tous les sièges en vis-à-vis. C'est la première série de Z2 dont les effectifs ont commencé à être radiés, dès 2011.

## Services effectués

### Intercités
- Béziers - Neussargues, jusqu'en 2021.

### TER

#### Nouvelle-Aquitaine
- Bordeaux – Angoulême
- Bordeaux – Le Verdon
- Tours – Angoulême
- Bordeaux – Agen
- Bordeaux – Tarbes
- Bordeaux – Hendaye
- Bordeaux – Arcachon
- Hendaye - Tarbes

#### Centre-Val de Loire
- Tours – Orléans
- Tours – Poitiers
- Tours – Blois
- Orléans – Blois
- Orléans – Vierzon – Bourges
- Orléans – Vierzon – Châteauroux – Limoges

#### Occitanie
- Béziers – Bédarieux – Millau
- Perpignan – Villefranche - Vernet-les-Bains
- Nîmes – Cerbère
- Carcassonne – Narbonne
- Toulouse – Brive-la-Gaillarde
- Toulouse – Narbonne
- Toulouse – Latour-de-Carol - Enveitg, jusqu'en 2006.

(liste non exhaustive)

## Dépôts titulaires
Au 23 décembre 2023, l'ensemble de la série est réformé.

## Modélisme
- Cette automotrice a été reproduite en HO par la firme Jouef en Z 9500.
- Elle a par ailleurs été reproduite dans de nombreuses livrées régionales par Piko.

## Galerie de photos

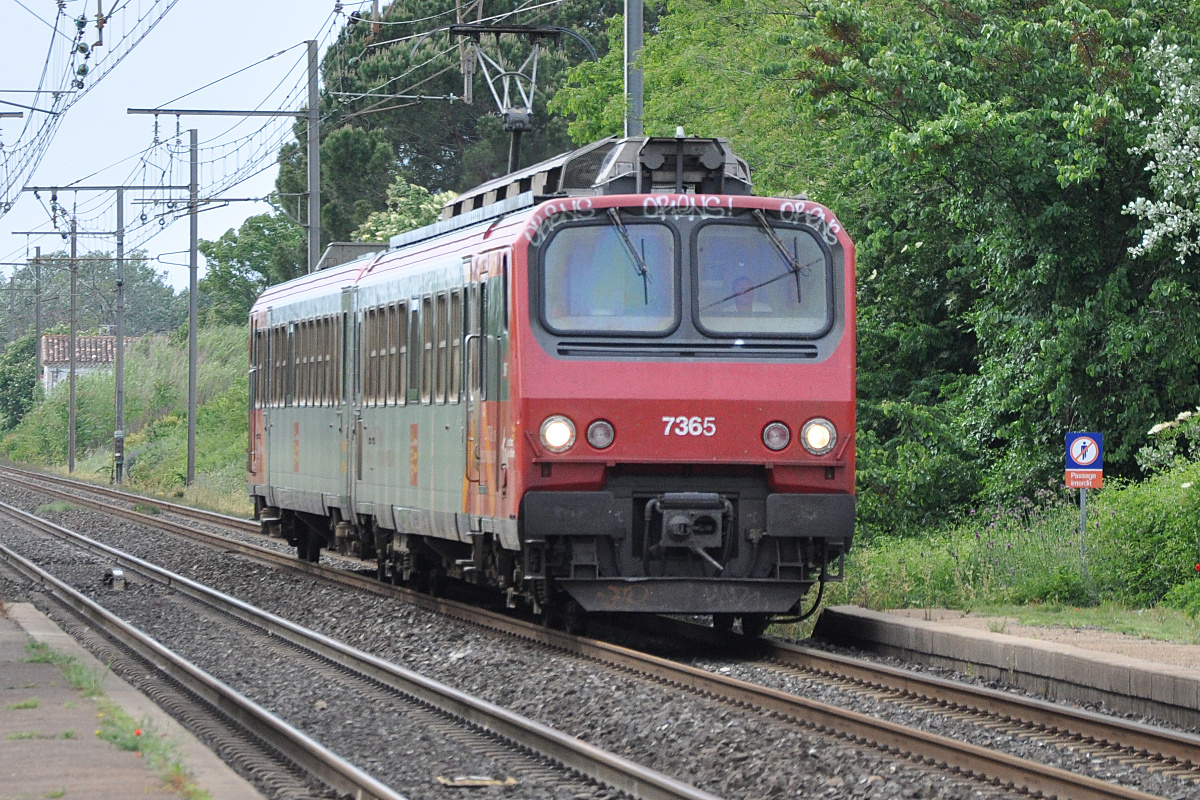
Z 7365 entrant en gare de Manduel - Redessan (2011).
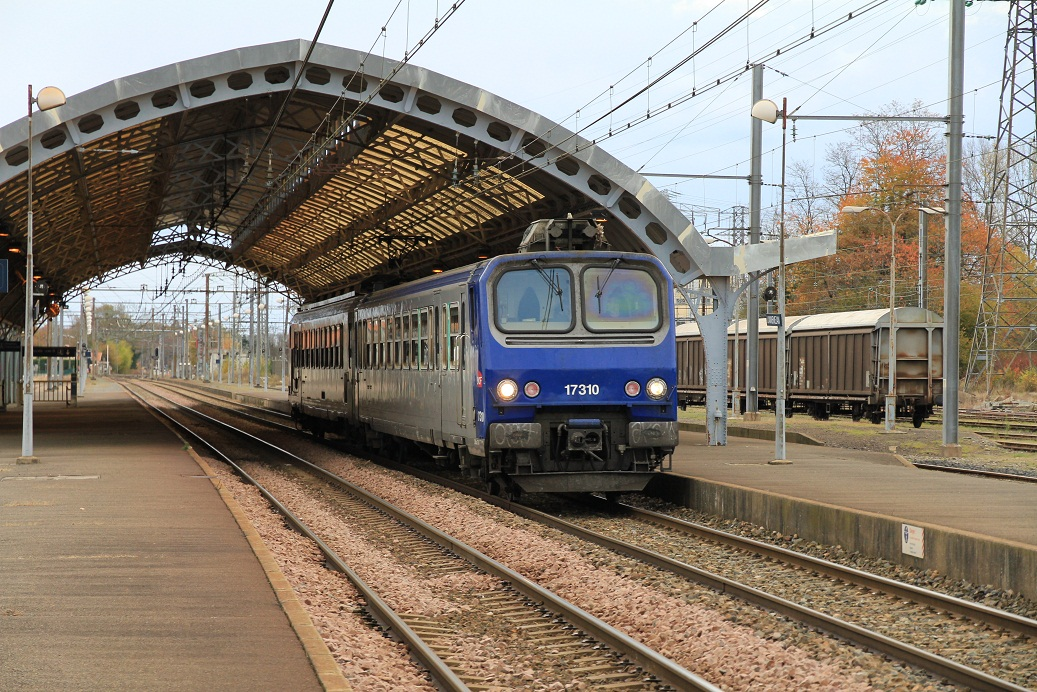
Z 7310 arrêtée en gare de Lannemezan (2010).
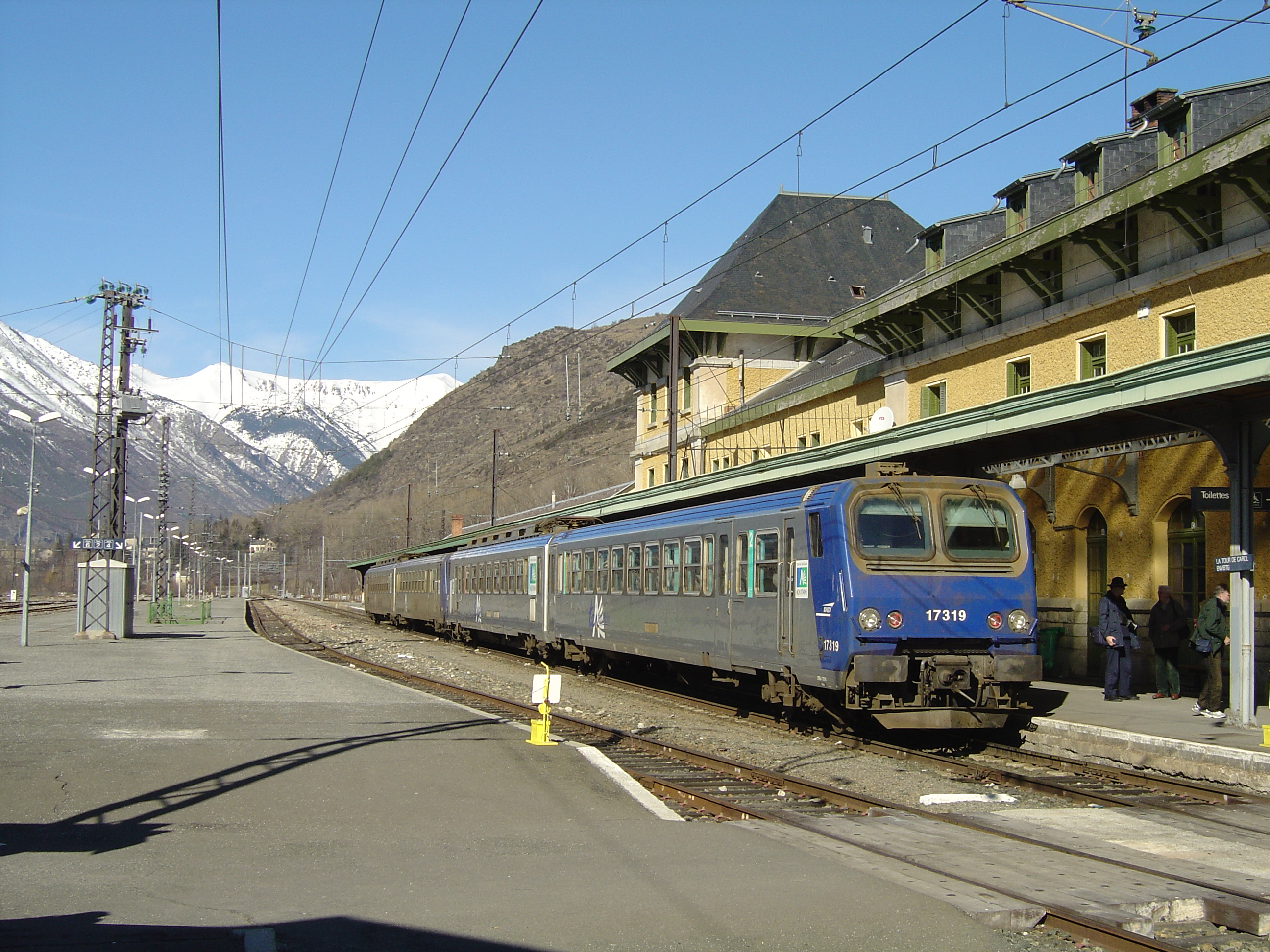
Z 7319 en UM en gare de Latour-de-Carol (2004).
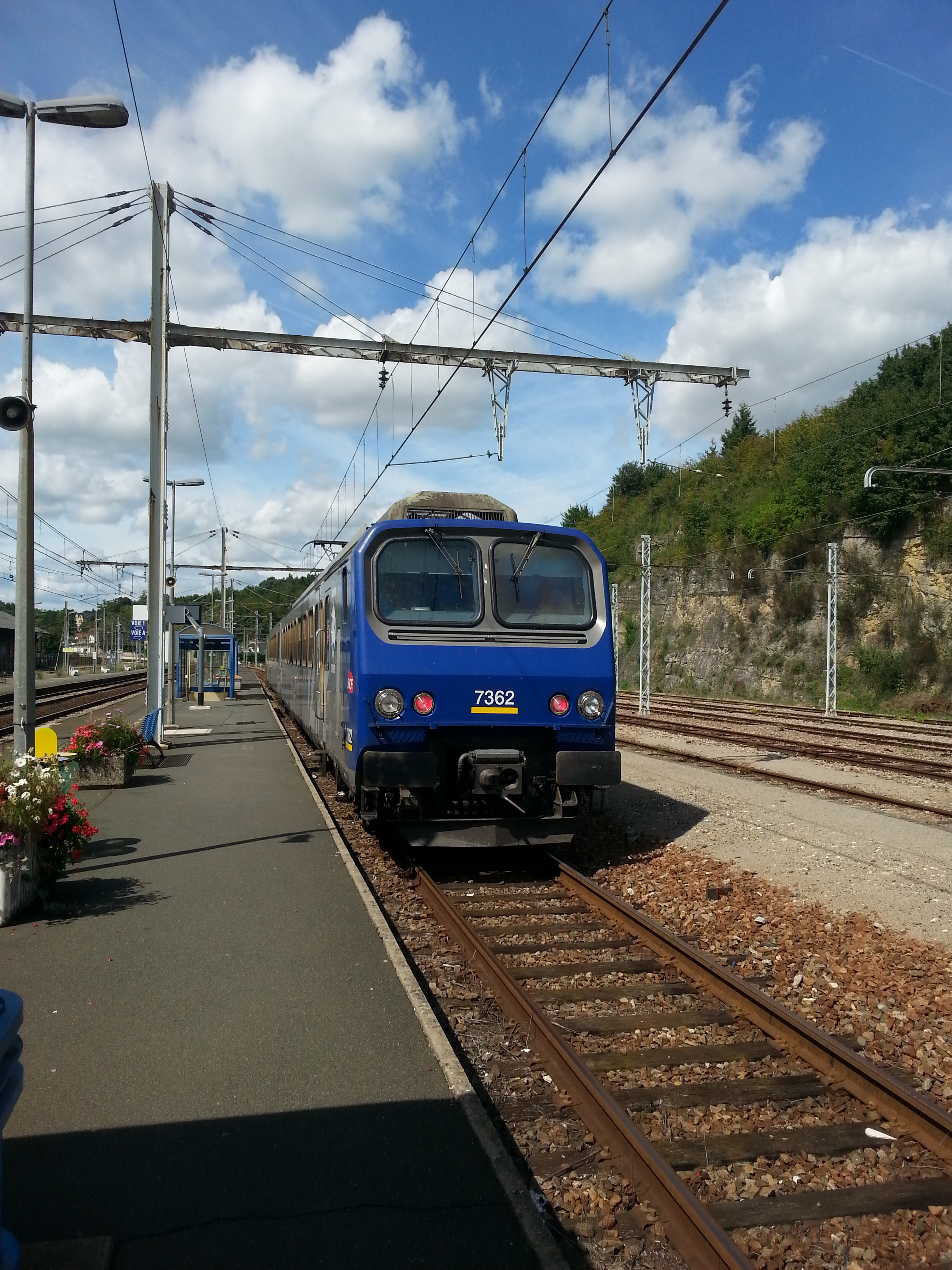
Z 7362 à la gare d'Argenton-sur-Creuse.
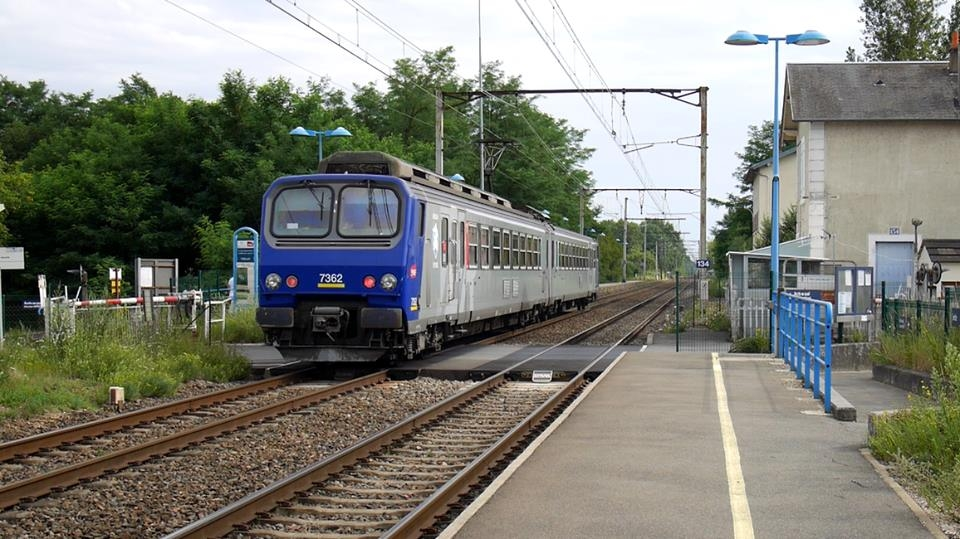
L'automotrice Z 7362 entre en gare de Theillay (2017).